# Janet Campbell Hale
Janet Campbell Hale (Riverside, Califòrnia, 11 de gener de 1946) és una escriptora Coeur d'Alene. Ha estat professora visitant a diverses universitats i ha guanyat diversos guardons literaris. Autora de The owl song (1974), The jailing of Cecelia Capture (1987), Bloodlines: odyssey of a native daughter (1993) i Women on the run (1999).